# Chandra Sturrupová
Chandra Sturrupová (* 12. září 1971, Nassau) je bahamská atletka, sprinterka, olympijská vítězka a mistryně světa ve štafetě na 4 × 100 metrů a halová mistryně světa v běhu na 60 metrů.

## Kariéra
V roce 1996 na letních olympijských hrách v Atlantě doběhla ve finále běhu na 100 metrů v čase 11,00 s na čtvrtém místě. Na bronzovou medaili, kterou získala Američanka Gwendolyn Torrenceová ztratila čtyři setiny. O rok později získala stříbrnou medaili (60 m) na halovém MS v Paříži, když ve finále byla rychlejší jen Američanka Gail Deversová.
Na letních olympijských hrách 2000 v australském Sydney obsadila ve finále stovky 6. místo, na dvojnásobné trati skončila ve čtvrtfinále. Největší úspěch však zaznamenala ve štafetě na 4 × 100 metrů, kde získala zlatou medaili, na které se dále podílely Savatheda Fynesová, Pauline Davisová-Thompsonová a Debbie Fergusonová.
V roce 2001 na světovém šampionátu v kanadském Edmontonu a o dva roky později na MS v Paříži vybojovala bronzové medaile v běhu na 100 metrů. Na následujícím MS v atletice v Helsinkách v roce 2005 skončila na 4. místě.
Na stometrové trati získala mj. zlatou medaili i na Hrách Commonwealthu v Kuala Lumpuru 1998 a na Panamerických hrách v roce 1999 v kanadském Winnipegu. Reprezentovala také na olympiádě v Pekingu, kde v semifinále obsadila celkové deváté místo a postup do osmičlenného finále ji těsně unikl.
Na Mistrovství světa v atletice 2009 v Berlíně skončila ve finále na sedmém místě v čase 11,05 s. O rok později na halovém MS v katarském Dauhá doběhla ve finále šedesátimetrového sprintu jako šestá.

## Osobní rekordy
- 60 m - (7,05 s - 11. březen 2001, Lisabon)
- 100 m - (10,84 s - 5. červenec 2005, Lausanne)
- 200 m - (22,33 s - 15. červenec 1996, Nassau)